# Waterkrachtcentrale Tatev
De Waterkrachtcentrale Tatev (Armeens: Տաթևի հիդրոէլեկտրակայան, Tat’evi hidroelektrakayan) is een van de grootste waterkrachtcentrales in Armenië en ligt in de provincie Sjoenik. De centrale heeft een elektrische capaciteit van 157,2 megawatt die door drie Peltonturbines van elk 52,4 megawatt geleverd wordt. De centrale ligt bij de plaats Tatev en ligt aan de rivier de Vorotan.
De centrale is een van de drie waterkrachtcentrales aan de rivier de Vorotan, net als de Waterkrachtcentrale Shamb en Waterkrachtcentrale Spandaryan.